# Гелонцы

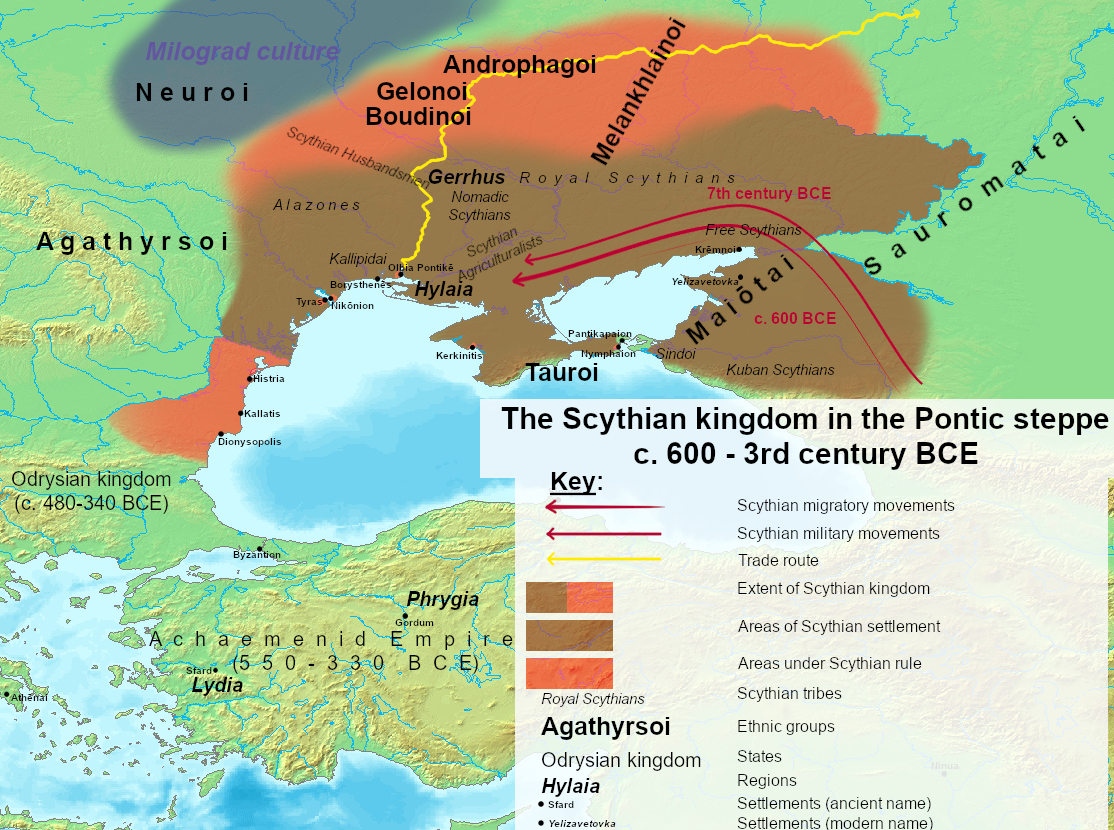

Гелонцы или гелоны (др.-греч. Γελωνοὶ), также известные как хелониане (или хелони), упоминаются Геродотом как народ в северо-западной Скифии. Геродот утверждает, что изначально они были эллинами, поселившимися среди будинов, и что они двуязычны на греческом и скифском языках.
Их столица называлась Гелонос или Хелонос, первоначально это был греческий торговый город. В своем описании Скифии Геродот пишет, что гелоны раньше были греками, поселившись вдали от прибрежных эмпорий среди будинцев, где они «используют язык частично скифский, а частично греческий»:
«Будини, со своей стороны, будучи большим и многочисленным народом, все очень голубоглазые и румяные. И среди них был построен город, деревянный город, и имя городу Гелонус. Размер каждой стороны — тридцать стадиев, высокий и весь деревянный. И дома их деревянные, и их святилища. Ибо действительно есть на том самом месте святыни греческих богов, украшенные по-гречески статуями, алтарями и деревянными святынями, а также трехлетний фестиваль в честь Диониса».
Укрепленное поселение Гелон было достигнуто персидской армией Дария во время его нападения на Скифию в 5 веке до нашей эры и сожжено дотла, так как будины покинули его в своем бегстве перед наступлением персов. Недавние раскопки в Бельске Полтавской области Украины обнаружили огромный город, который харьковский археолог Борис Шрамко назвал столицей скифов Гелон.
Название согласно Геродоту, который взял свою мифологию от «греков, живущих около Понта», происходит от их одноименного мифического основателя, Гелона, брата Скифов, сыновей Геракла, что является выражением наблюдаемых культурных связей в генеалогических терминах. Геродот также упоминает, что греки применяют этноним как к гелонцам греческого происхождения, так и к будинам.
В конце четвертого века нашей эры Клавдиан в своей книге «Против Руфина» (книга 1) полемически изображает племена Скифии как прототипов варваров:
«Против нас выступают смешанные орды сарматов и даков, массагетов, которые жестоко ранили своих лошадей, чтобы они могли пить их кровь, аланы, которые ломают лед и пьют воды озера Мэотис, и гелони, татуирующие свои конечности: они образуют армию Руфина».
Сидоний Аполлинарий, культурный галло-римский поэт шестого века, включает Гелонцев, «доителей кобыл» (equimulgae), среди племенных союзников, участвовавших в битве при Халоне против Аттилы в 451 году нашей эры E. A. Томпсон выражает свои подозрения по поводу некоторых из этих имен:
Бастарны, бруктеры, гелоны и невры исчезли за сотни лет до времен гуннов, а беллоноты вообще никогда не существовали: вероятно, ученый поэт думал о баллонити, народе, изобретенном Валериусом Флакком почти четыре столетия назад.